# Lejtnant

Oznaczenie lejtnanta w Armii Czerwonej wz. 1935

Lejtnant, lejtenant (ros. лейтенант) – transkrypcja oryginalnej nazwy oficerskiego stopnia wojskowego w armii rosyjskiej i radzieckiej (także białoruskiej i ukraińskiej, jak również bułgarskiej), w języku polskim porucznika. Nazwa zapożyczona z języka francuskiego (fr. lieu tenant, „utrzymujący linię (pozycję)” i niemieckiego, w którym Leutnant jest odpowiednikiem podporucznika.
„Lejtnant” pojawia się także w nazwie rosyjskiego (także białoruskiego, ukraińskiego i bułgarskiego) stopnia generalskiego – generał-lejtnant (генерал-лейтенант), wyższy od generała-majora, ale niższy od generała-pułkownika), to odpowiednik polskiego stopnia generała dywizji, występował także od końca XVII wieku w wojskach polskich autoramentu cudzoziemskiego.
W brytyjskiej Royal Navy Acting Lieutenant to stopień tymczasowy, tytularnie odpowiadający randze kapitana, ale w hierarchii służbowej podporządkowany porucznikowi i podporucznikowi.